# Jennie (cantante)
Jennie Kim, nota semplicemente come Jennie (김제니?, 金珍妮?, Gim Je-niLR, Kim CheniMR; Seongnam, 16 gennaio 1996), è una cantante, rapper e attrice sudcoreana.
Dal 2016 è membro del girl group sudcoreano Blackpink, sotto contratto con la YG; ha debuttato come artista solista nel 2018 pubblicando il singolo Solo.

Firma di Jennie

## Biografia

### Infanzia ed esordi
Jennie è nata il 16 gennaio 1996 a Seongnam ed è figlia unica. Ha trascorso parte della sua giovinezza in Nuova Zelanda, dove ha frequentato la Waikowhai Intermediate School, per poi iscriversi all'ACG Parnell College.
Durante il suo soggiorno in Nuova Zelanda, ha scoperto il K-pop, sviluppando un particolare interesse per la musica dell'agenzia d'intrattenimento YG Entertainment. Quando Jennie aveva 14 anni, sua madre aveva in programma di farla trasferire negli Stati Uniti, in Florida, per continuare gli studi e intraprendere una carriera come avvocatessa o docente. Tuttavia, Jennie non era entusiasta di questa idea, preoccupata di affrontare la vita da sola in un nuovo paese; la sua famiglia ha rispettato la sua decisione e nel 2010 l'hanno riportata in Corea del Sud. Nello stesso anno, Jennie ha fatto un provino per la YG, esibendosi con Take a Bow di Rihanna. Ha avuto successo e ha ottenuto un posto come tirocinante. Inizialmente, era stata selezionata come cantante, ma l'agenzia le ha chiesto di assumere anche il ruolo di rapper, visto che era l'unica apprendista in grado di parlare inglese, e molte delle canzoni che eseguiva includevano parti rap.

### 2012-2017: debutto con le Blackpink

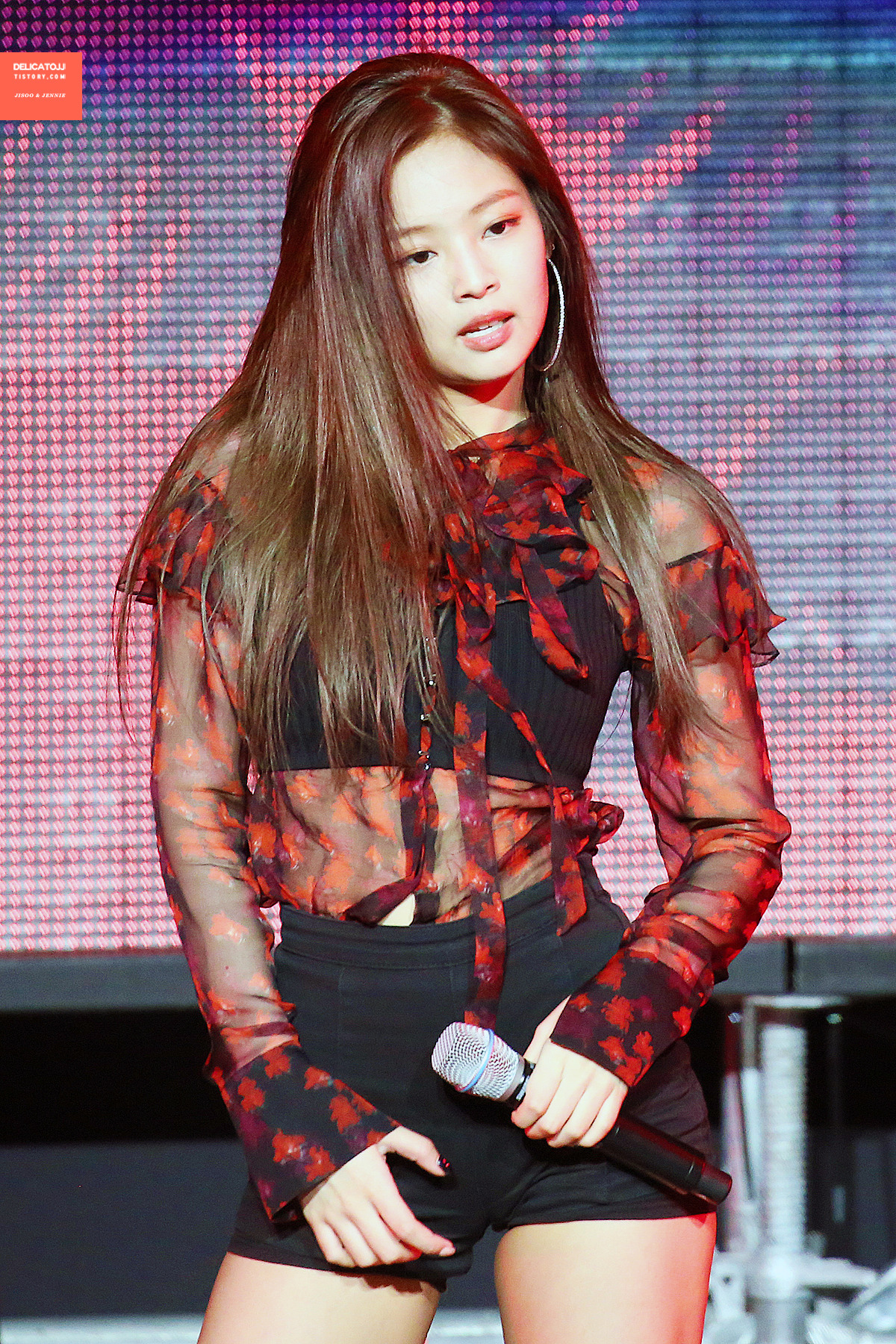
Jennie nel 2017

Il 10 aprile 2012, Jennie è stata presentata al pubblico attraverso una foto promozionale condivisa sul blog ufficiale della YG Entertainment. La sua immagine ha catturato l'attenzione dei netizen, tanto da diventare subito l’argomento più discusso sui social network, guadagnandosi il soprannome di Mistery Girl. Il 30 agosto, la YG Entertainment ha pubblicato su YouTube un video intitolato YG Trainee - Jennie Kim, in cui Kim cantava Strange Clouds di B.o.B. Il 1º settembre, ha fatto il suo debutto pubblico come protagonista nel video musicale di G-Dragon, That XX, brano presente nell'EP del rapper One of a Kind.
Nel gennaio 2013, è uscito un altro video dal titolo Jennie Kim - YG New Artist, dove mostrava le sue doti canore interpretando Lotus Flower Bomb del rapper Wale. A marzo, Lee Hi l'ha presentata nel suo brano Special, tratto dall’album di debutto di Lee First Love, e ad agosto Jennie ha collaborato con Seungri in GG Be. A settembre, è apparsa come artista ospite nella canzone Black di G-Dragon e, nello stesso mese, ha fatto la sua prima apparizione sul palco insieme a quest'ultimo durante il programma Inkigayo.
Il 1º giugno 2016, Jennie è stata la prima ad essere annunciata come membro del nuovo girl group della YG Entertainment. L'8 agosto 2016, ha debuttato ufficialmente nel gruppo Blackpink con l'uscita del singolo Square One accompagnato dai brani Boombayah e Whistle.

### 2018-2023: popolarità crescente e debutto da solista come cantante e come attrice
Diventato il primo membro delle Blackpink a debuttare da solista, è salita alla ribalta nel 2018 grazie al suo primo singolo Solo, che ha raggiunto la vetta della classifica dei singoli nazionale, ottenendo due dischi di platino dalla Korea Music Content Association per aver superato 100 milioni stream e per 2,5 milioni di download digitali. Oltremare, la canzone ha debuttato alla 1ª posizione nella classifica Song Sales di Billboard. Il singolo le ha fruttato anche le vittorie ai Circle Chart Music Award e ai Golden Disc Award vincendo nelle categorie Canzone dell'anno (novembre) e il Premio Bonsang.

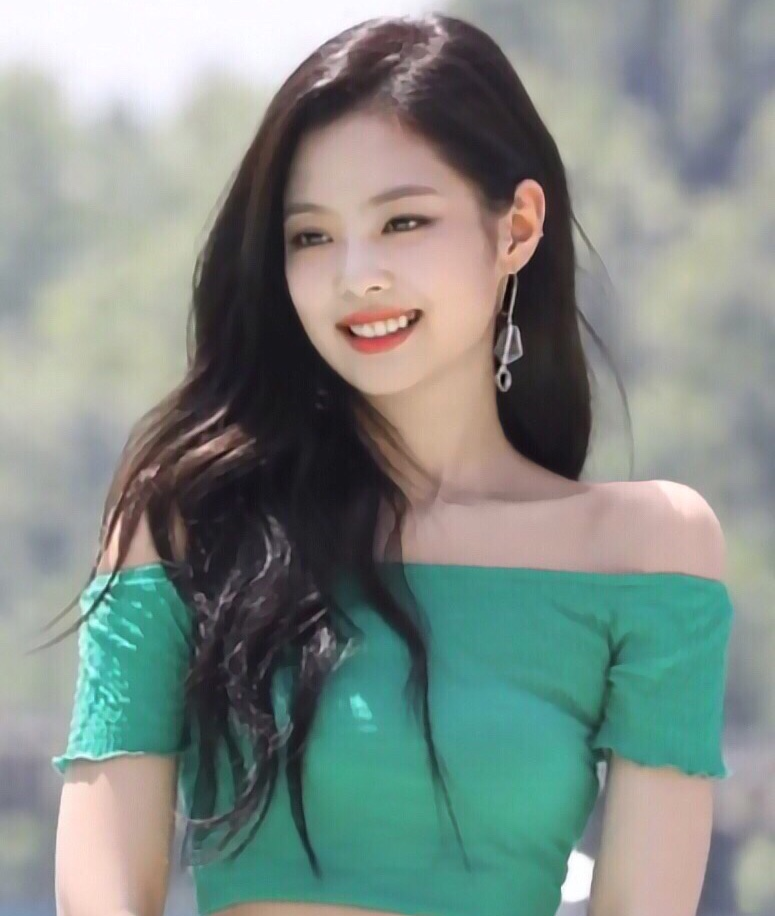
Jennie nel 2018

Nell'aprile 2019, è diventata la prima artista solista coreana ad esibirsi al Festival di Coachella. La sua performance è stata elencata nella sezione "The 10 Best Things We Saw at Coachella 2019" di Billboard, ed è stata descritta come «strabiliante» e «sbalorditiva» per i fan e i passanti occasionali. Ha co-scritto il singolo delle Blackpink Lovesick Girls, che è stato pubblicato il 2 ottobre 2020, come terzo singolo estratto dal primo album in studio del quartetto, The Album.
Accreditata come Jennie Ruby Jane, nel 2022 entra a far parte del cast della serie televisiva The Idol prodotta da HBO in cui la cantante recita nei panni di Dyanne, assieme ad altri grandi attori e cantanti come Lily-Rose Depp, The Weeknd, Troye Sivan e Jane Adams. Jennie ha anticipato per la prima volta una collaborazione con The Weeknd per la colonna sonora della serie suonando un frammento della canzone a una festa per il lancio della sua capsule collection di Calvin Klein. La canzone, One of the Girls di The Weeknd, Jennie e Lily-Rose Depp, è stata pubblicata il 23 giugno 2023 come brano dell'EP The Idol Episode 4 (Music from the HBO Original Series). Il brano ha guadagnato popolarità sulla piattaforma TikTok grazie al supporto dei Blinks (nome del fandom delle Blackpink) per le parti della canzone di Jennie, con i fan che hanno elogiato la sua «voce incantevole». Di conseguenza, è stato pubblicato per il download digitale e per lo streaming come singolo ufficiale l'8 dicembre. La canzone ha fruttato a Kim la sua prima entrata nella Billboard Hot 100 posizionandosi alla 100ª posizione. La canzone ha raggiunto poi la 51ª posizione nella classifica datata 9 marzo 2024.
Dopo la conclusione del Born Pink World Tour, tournée mondiale delle Blackpink, Jennie, il 6 ottobre 2023, ha pubblicato il suo nuovo singolo promosso durante il tour, You & Me. Al momento della sua uscita, la canzone ha fatto il suo debutto nella Billboard Global 200 posizionandosi al 7º posto e ha raggiunto il vertice della Billboard Global Excl. U.S. classifica degli Stati Uniti, diventando la prima canzone di Jennie a raggiungere la prima posizione in quest'ultima. Il brano è stato un successo commerciale in Corea del Sud e ha raggiunto la quarta posizione nella Circle Digital Chart, segnando il suo secondo successo nella top ten del paese dopo Solo. Nel Regno Unito, ha debuttato al 39º posto della classifica dei singoli britannici.
Il 22 novembre 2023, Jennie è stata investita da Carlo III come membro onorario dell'Ordine dell'Impero Britannico insieme agli altri membri delle Blackpink durante un'investitura speciale a Buckingham Palace alla quale ha partecipato anche il presidente della Corea del Sud Yoon Suk-yeol. Il 5 dicembre, la YG Entertainment ha annunciato che Jennie insieme agli altri membri delle Blackpink avevano rinnovato i loro contratti per le attività di gruppo e che i contratti individuali dei membri erano ancora in discussione. Il 24 dicembre, Jennie ha annunciato di aver fondato la sua etichetta musicale, Odd Atelier nel novembre 2023. Il 29 dello stesso mese è stato confermato che Jennie e gli altri membri delle Blackpink hanno accettato di non procedere con un contratto con la YG Entertainment per le loro attività individuali.

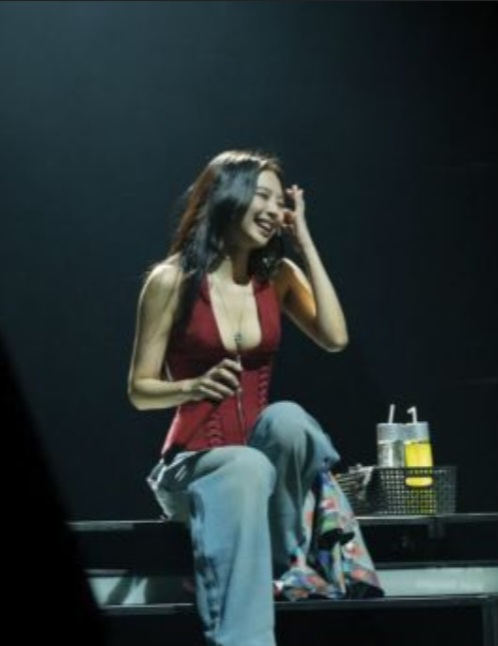
Jennie durante un concerto ad Incheon per il The Ruby Experience nel 2025

### 2024-presente:Ruby
Jennie ha collaborato con il rapper statunitense Matt Champion, ex membro del gruppo musicale Brockhampton, alla canzone Slow Motion, che è stata pubblicata l'8 marzo 2024. Il 26 aprile è uscito Spot!, singolo del rapper sudcoreano Zico con la partecipazione di Kim. La canzone ha ottenuto un notevole successo commerciale in Corea del Sud, raggiungendo la prima posizione nella Circle Chart dei singoli, diventando così il secondo singolo di Jennie a raggiungere la vetta dopo Solo. A livello globale, ha raggiunto la 24ª posizione nella Billboard Global 200 e l'8ª posizione nella Billboard Global Excl. U.S., segnando la prima entrata di Zico e il terzo successo di Jennie nella top ten. Negli Stati Uniti, il brano ha debuttato alla vetta della Billboard World Digital Song Sales chart, diventando la prima numero uno di Zico in qualsiasi classifica di vendite nel paese e il secondo di Jennie, dopo Solo nel 2018.
L'8 settembre è stato reso noto che Jennie ha firmato un contratto come artista solista con la Columbia, in collaborazione con la sua etichetta Odd Atelier, e che avrebbe pubblicato un inedito nel mese di ottobre. L'11 ottobre è stato pubblicato il suo nuovo singolo, Mantra, nonché la sua prima pubblicazione sotto la Columbia. Nel gennaio 2025 viene annunciato il suo primo LP, intitolato Ruby, in uscita il 7 marzo seguente e che conta il coinvolgimento di Childish Gambino, Doechii, Dominic Fike, Dua Lipa, FKJ e Kali Uchis. Il 21 dello stesso mese, viene pubblicato il video musicale del brano Zen, mentre sei giorni dopo viene pubblicato il secondo singolo estratto dall'album, Love Hangover. Il 21 febbraio viene pubblicato il terzo singolo dell'album, ExtraL, che ottiene fin da subito un discreto successo.
In concomitanza con la pubblicazione di Ruby, viene estratto il singolo Like Jennie. L'album ha venduto oltre un milione di copie a livello globale durante la sua prima settimana di uscita ed è entrato nella top 10 di 19 paesi, tra cui Corea del Sud, Australia e Stati Uniti. L'11 marzo viene pubblicato il video musicale del brano Handlebars. La canzone è stata inviata alle radio di successo contemporanee statunitensi lo stesso giorno e alle radio italiane il 14 marzo, fungendo da quinto singolo dell'album. Per promuovere Ruby, Jennie ha intrapreso una serie di concerti intitolata The Ruby Experience a partire dal 6 marzo. Originariamente annunciato come un tour di tre spettacoli a Los Angeles, New York e Seul, il mini-tour ha poi programmato due date aggiuntive a Los Angeles e Parigi. La tournée è stata elogiata dalla critica per la sua produzione sperimentale e cinematografica. Jennie è stata in seguito insignita di un Global Force Award ai Billboard Women in Music Awards del 2025, divenendo la prima artista sudcoreana solista a ricevere codesto premio. Il 13 e il 20 aprile ha eseguito alcuni brani di Ruby al Festival di Coachella. Il 24 luglio è stato annunciato che Jennie ha firmato un accordo di co-gestione con ALTA Music Group insieme alla sua compagnia Odd Atelier, diventando la prima artista a firmare per la divisione di gestione della neonata compagnia.

## Altre attività
Nel 2019, Jennie è diventata il volto di Hera, un marchio di bellezza sudcoreano di proprietà di Amore Pacific. Hanno scelto Jennie per rappresentare il loro marchio per la sua immagine "elegante e lussuosa". Nel 2021, Hera ha lanciato la sua linea Rouge Holic su Amazon con Jennie in qualità di ambasciatrice globale.
La KT Corporation, la più grande compagnia telefonica della Corea del Sud, ha reclutato Jennie come modello di sponsorizzazione insieme a Soojoo per il Samsung Galaxy S20 Aura Red e Blue rispettivamente nel febbraio 2020. Per scopi di marketing, il prodotto è stato anche soprannominato "Jennie Red". L'11 giugno 2020 Lotte Confectionery ha annunciato Jennie come testimonial del marchio per il suo ultimo snack, Air Baked.
Nel febbraio 2021, Jennie è stata nominata volto del marchio di soju Chum Churum. Il mese successivo, è diventata testimonial di Kwangdong Vita500, una popolare bevanda vitaminica, e ad aprile è stata scelta come modella per Dashing Diva, un marchio globale di unghie. Ad agosto dello stesso anno, Jennie è stata nominata testimonial per il marchio sudcoreano di letti e materassi Ace Bed. Nell'agosto 2022, è diventata il volto del soju Lotte Soonhari, e a settembre ha iniziato a collaborare come modella per il marchio di profumi sudcoreano Tamburins.
Durante la sua carriera, ad oggi, Jennie è stata il volto di oltre 40 marchi di diversi generi di prodotti, tra cui moda, alimenti, banche, elettronica e automobili. Tra i più noti Adidas, Beats, Calvin Klein, Chanel, Dior, Jacquemus, Kia, Louis Vuitton, Pepsi, Porsche, Puma, Reebok e Samsung.

### Moda
Jennie ha partecipato al lancio della nuova fragranza di Chanel "Les Eaux De Chanel" a Deauville, in Francia. Ha incontrato e intervistato il creatore di profumi interno di Chanel, Olivier Polge, e ha scattato una foto per la sua nuova collezione di fragranze con Cosmopolitan Korea. A ottobre è diventata Global Ambassador per la casa di moda francese, unendosi al compagno di etichetta G-Dragon. Ha partecipato alla sua prima sfilata di moda Chanel come rappresentante coreana durante la settimana della moda di Parigi, seduta in prima fila accanto a Pharrell Williams e Pamela Anderson. Il 23 settembre 2021, Jennie è diventata il volto della campagna Chanel Coco Neige 2021-22 con le foto scattate dai fotografi olandesi Inez e Vinoodh.
Il 18 maggio 2021, Jennie è diventata il volto della collezione Primavera 2021 di Calvin Klein, Drop 02, una collaborazione tra Calvin Klein e Heron Preston. Le immagini della sua campagna sono state scattate dal fotografo Kim Hee June e dirette da Qiu Bohan. Il 9 settembre 2021, Jennie è diventata una modella per la campagna Autunno 2021 di Calvin Klein, chiamata The Language of Calvin Klein, nell'ambito della campagna digitale #MyCalvins. Le sue foto sono state scattate da Hong Jang-hyun. Il 16 febbraio 2022, Jennie è diventata il volto della campagna Primavera 2022 del marchio. A maggio 2023 Jennie ha collaborato con Calvin Klein per la sua prima capsule collection.
Il 19 febbraio 2021, Jennie è diventata uno degli editori di moda per il numero di marzo di Vogue Korea. Secondo la rivista, ha partecipato a servizi fotografici come pianificatrice e ha contribuito a decidere il concetto, le bozze di trucco e capelli e lo styling.

### Collaborazioni
Il 15 aprile 2020, è stato annunciato che Jennie ha collaborato con Gentle Monster, un marchio di occhiali sudcoreano. Le collezioni sono state progettate da lei stessa e comprendono occhiali, occhiali da sole, catene di occhiali e altro. Nel maggio 2020, Gentle Monster e Jennie hanno aperto un negozio a tempo a tema casa delle bambole a Gangnam a Seul. Nell'aprile 2022, Jennie e Gentle Monster hanno lanciato una collezione di occhiali limitata chiamata Lesyeuxdenini, disponibile solo presso il flagship store di Gentle Monster a Los Angeles. Il 12 ottobre 2022, Kim ha avviato una partnership con la casa automobilistica tedesca Porsche e ha contribuito al processo di progettazione di un'auto personalizzata realizzata per sé stessa, chiamata Jennie Ruby Jane nel modello di una Taycan 4S Cross Turismo.

## Stile e influenze musicali
Quando Jennie ha iniziato a rappare, ha studiato artisti come Lauryn Hill e le TLC. Ha citato Rihanna come la sua principale influenza e modello di riferimento. Ha ascoltato diversi artisti come Lana Del Rey, Billie Eilish, Harry Hudson, H.E.R. e Kacey Musgraves mentre lavora a The Album delle Blackpink. L'allenatore vocale Shin Yoo-mi, che ha lavorato con le Blackpink per sei anni fino al loro debutto, in un'intervista, ha descritto Jennie come un multi-giocatore che è brava a cantare, rappare e scrivere testi.

### Fotografiafashion
Jennie legge riviste di moda e osserva diversi stili di abbigliamento sin da quando era bambina. Il suo interesse per la moda proveniva da sua madre. Jennie dice che Chanel ha fatto parte della sua vita sin da quando era giovane e ricorda ancora il suo primo ricordo con l'etichetta fondata da Gabrielle Chanel. "Ricordo quando ero piccola, guardavo nel guardaroba di mia madre e cercavo qualunque capo di Chanel vintage potessi trovare" ha detto a Elle Indonesia. Per il suo debutto da solista, è stata molto coinvolta nella produzione degli abiti e del concept. Jennie ha messo insieme più di 20 abiti per il suo video musicale. Ha ricordato in un'intervista con Billboard che durante il processo aveva pensato al modo in cui ogni vestito avrebbe accompagnato la canzone e cosa avrebbe potuto fare in modo diverso, aiutandola a imparare molti modi diversi di avvicinarsi alla moda. Attraverso Elle Korea, Jennie ha affermato di aver sempre cercato di trasmettere in modo udibile e visivo il messaggio della sua musica, in cui la moda è diventata un fattore importante per incarnarne l'aspetto visivo.

## Impatto e influenza

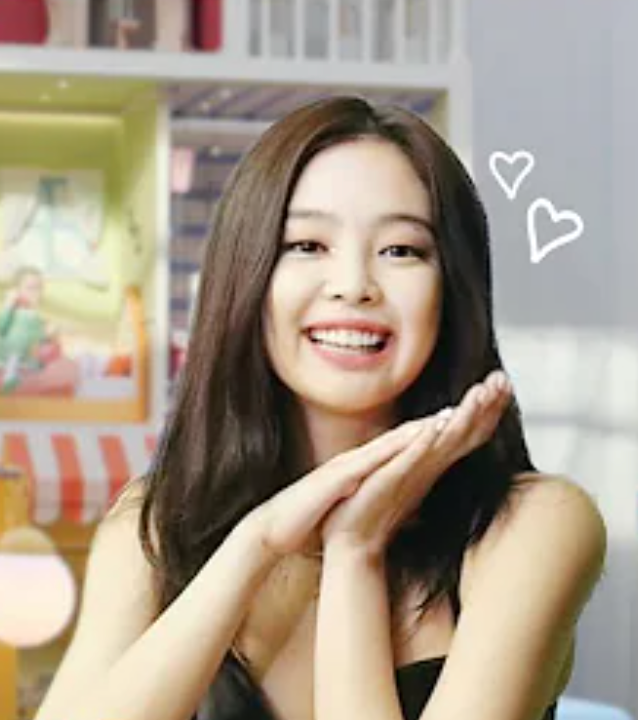
Kim in un video per Marie Claire Korea, maggio 2020

Jennie è stata soprannominata Human Gucci e Human Chanel. Il suo portfolio di stili spazia da Gucci e Saint Laurent. Il senso della moda di Jennie le è valso gli inviti a eventi di moda come il "Summer 17 Collection Launch Party", la mostra "Mademoiselle Privé" di Chanel e il "Comics Collection Launch Party" di Prada. House of Chanel ha scelto Jennie come "House Ambassador" dopo aver osservato gli effetti a catena che aveva. Ha un notevole potere di vendita; le foto sui suoi social media diventano articoli e gli articoli che mostra diventano tendenze. Le forcine che Jennie indossava in una sua esibizione di Solo divennero immediatamente una tendenza in Corea del Sud e furono chiamate "forcine di Jennie" a causa della loro popolarità.
È stata la prima celebrità coreana a fare la modella per Boucheron Paris, un marchio di gioielli di lusso da 160 anni; si diceva che l'atmosfera "elegante" e "lussuosa" di Jennie avesse spinto Boucheron a concentrarsi maggiormente sul marketing dell'immagine. Il pittorico, presentato nella rivista Heren di fascia alta nel 2017, è stato descritto come "arte che incarna la luce". Da allora Jennie è apparsa sulla copertina di numerose riviste di moda, tra cui Dazed, Harper's Bazaar, Elle, Marie Claire, High Cut, W, Cosmopolitan e Billboard.
È nota per il suo marchio e potere di marketing, essendo stata al primo posto nella classifica mensile "Individual Girl Group Members Brand Power Ranking" del Korean Business Research Institute numerose volte. Nel 2018, si è classificata seconda, ricevendo il 12,2% dei voti nel sondaggio Most Favorite Idols condotto ogni anno da Gallup Korea che ha coinvolto 1 501 intervistati coreani di sesso maschile e femminile di età compresa tra 13 e 29 anni. Instagram ha premiato Jennie come "Account più amato del 2018" in Corea del Sud in base al numero di visualizzazioni e mi piace ricevuti dalle sue storie e post sul social quell'anno.
Forbes ha riconosciuto che Jennie ha "conquistato un nuovo punto d'appoggio nelle tendenze di bellezza della Corea" e la ha citata come uno dei motivi per cui le Blackpink hanno raggiunto il 1º posto nella Forbes Korea Power Celebrity nell'aprile 2019. Jennie è stata l'idol femminile K-pop più cercata del 2019 secondo la classifica di metà anno di Google. Quell'anno, Jennie è stata anche classificata come il settimo idol femminile K-pop più popolare in un sondaggio sui soldati che completavano il servizio militare obbligatorio in Corea del Sud.
Il 16 gennaio 2021, dopo aver aperto il suo canale YouTube, in coincidenza con il suo 25º compleanno, il suo canale ha rapidamente guadagnato 1 milione di iscritti in meno di sette ore ed è diventato il canale più veloce a farlo sulla piattaforma. In 24 ore, ha accumulato oltre 1,75 milioni di iscritti ed è diventata la seconda utente di YouTube più iscritta entro il lasso di tempo, dopo la brasiliana Marília Mendonça. Chum Churum, un marchio di soju, ha subito perdite a causa degli impatti della pandemia di COVID-19, ma dopo aver assicurato a Jennie di promuovere il loro prodotto, è stato riferito che le vendite sono aumentate del 14-15%. È stato riferito che il prezzo delle azioni di Ace Bed è salito al 28,14% dopo aver assunto Jennie come nuova modella. L'ex membro del gruppo K-pop After School Kim Jung-ah, ha dato al suo secondo genito il nome Jennie. Ha scelto Jennie come nome perché Jennie è «così carina» ed è una grande fan di Kim. Nell'agosto 2021, Jennie è stata votata come il sesto idol più versatile che ha tutti e tre i talenti nel comporre, ballare e cantare. È l'idol femminile di rango più alto della lista con 2 025 voti. Nel novembre 2021, Osen ha riferito che Jennie si è classificata al sesto posto tra le celebrità che hanno guadagnato di più dalle pubblicità nel 2021. Jennie è apparsa solo in cinque pubblicità e si stima che abbia guadagnato 5 miliardi di won nel 2021.
Il 23 febbraio 2022, un giorno dopo l'uscita della sua app Jentle Garden, si è classificata al primo posto nella categoria "popolarità" dell'App Store in Corea del Sud, superando la piattaforma TikTok.
Vari artisti hanno citato Jennie come influenza e modello di riferimento, come Dana delle Hot Issue, Nana delle Woo!ah!, Belle delle Cignature, Ningning delle Aespa e Miyu Kaneko delle LinQ. Anche gli atleti olimpici Hwang Sun-woo e Kang So-hwi sono fan di Jennie.

## Filantropia
Dal 2017, Jennie sostiene la campagna "Protect Our Family" promossa dal Cheongdam Woori Animal Hospital, un'iniziativa dedicata alla protezione degli animali domestici e al salvataggio dei cani abbandonati. Nel novembre 2023, ha partecipato a un gala di beneficenza dedicato alla sensibilizzazione sul cancro al seno, con l’obiettivo di raccogliere fondi per lo screening, la chirurgia e il trattamento della malattia per le persone con basso reddito. A maggio 2024, ha donato 100 milioni di won alla filiale coreana di Habitat for Humanity, a nome dei Blink, il fan club delle Blackpink, per contribuire alla costruzione di una scuola alternativa per i giovani.

## Discografia

### Da solista

#### Album in studio
- 2025 – Ruby

#### Singoli
- 2018 – Solo
- 2023 – You & Me
- 2023 – One of the Girls (con The Weeknd e Lily-Rose Depp)
- 2024 – Slow Motion (con Matt Champion)
- 2024 – Mantra
- 2025 – Love Hangover (feat. Dominic Fike)
- 2025 – ExtraL (feat. Doechii)
- 2025 – Handlebars (feat. Dua Lipa)
- 2025 – Like Jennie

#### Collaborazioni
- 2024 – Spot! (Zico feat. Jennie)

### Blackpink

#### Album in studio
- 2020 – The Album
- 2022 – Born Pink

#### Album dal vivo
- 2019 – Blackpink Arena Tour 2018 "Special Final in Kyocera Dome Osaka"
- 2019 – Blackpink 2018 Tour 'In Your Area' Seoul
- 2020 – Blackpink 2019-2020 World Tour In Your Area-Tokyo Dome-
- 2021 – Blackpink 2021 'The Show' Live

#### Raccolte
- 2018 – Blackpink in Your Area

## Tournée

### Da solista
- 2025 – The Ruby Experience

### Con le Blackpink
- 2018 – Blackpink Arena Tour
- 2018/20 – Blackpink World Tour in Your Area
- 2022/23 – Born Pink World Tour
- 2025/26 – Deadline World Tour

## Filmografia

### Cinema
- Blackpink: The Movie (블랙핑크: 더 무비?, Beullaekpingkeu: Deo mubiLR), regia di Oh Yoon-dong e Jung Su-yee (2021)[130]
- Blackpink World Tour [Born Pink] In Cinemas, regia di Oh Yoon-dong e Geun Min (2024)[131]

### Televisione
- The Idol – serie TV, 5 episodi (2023)

### Documentari
- Blackpink: Light Up the Sky, regia di Caroline Suh (2020)

## Programmi televisivi
- Village Survival, the Eight 1 (SBS, 2018) – Membro del cast
- Appartamento 404 (TVN, Prime Video, 2024) – Membro del cast
- My Name is Gabriel (JTBC, 2024) – Membro del cast

## Riconoscimenti
- Asia Artist Awards
  - 2023 – Candidatura al Premio popolarità per le cantanti donne[132]
- Billboard Women in Music
  - 2025 – Global Force Award[133]
- Circle Chart Music Awards
  - 2019 – Canzone dell'anno – novembre per Solo[24]
- Golden Disc Award
  - 2020 – Bonsang – sezione canzoni per Solo[25]
  - 2020 – Candidatura al Daesang - sezione canzoni per Solo[25]
- Genie Music Awards
  - 2019 – Candidatura alla Female Solo[134]
- Kids' Choice Awards
  - 2025 – Candidatura all'Artista rivelazione femminile preferita[135]
- MAMA Awards
  - 2019 – Candidatura alla Miglior artista femminile[136]
  - 2019 – Candidatura all'Artista dell'anno[136]
  - 2019 – Candidatura alla Miglior esibizione di ballo solista per Solo[136]
- SBS Entertainment Awards
  - 2018 – Candidatura al Premio principianti (donne) per Running Man[137]
  - 2018 – Candidatura allo Scene Stealer Award per Village Survival, the Eight[137]
- The Fact Music Awards
  - 2021 – Candidatura al Fan N Star Choice Artist[138]
  - 2021 – Candidatura al Fan N Star Choice Individual[139]

## Doppiatrici italiane
Nelle versioni in italiano delle opere in cui ha recitato, Jennie è stata doppiata da:
- Beatrice Manfredi in The Idol